# Benedict John Osta
Benedict John Osta SJ (* 15. August 1931 in Blasurahi; † 30. Januar 2014 in Patna) war indischer Geistlicher und römisch-katholischer Erzbischof von Patna.

## Leben
Benedict John Osta trat am 20. Juli 1950 der Ordensgemeinschaft der Jesuiten bei und empfing nach seinem Studium der Theologie und Philosophie an der University of Chicago am 9. Juni 1963 die Priesterweihe. Er war unter anderem Novizenmeister seines Ordens (1969–1976) und Generalvikar in Patna (1976–1980).
Papst Johannes Paul II. ernannte ihn am 6. März 1980 zum Bischof von Patna. Der Erzbischof von Kalkutta, Lawrence Trevor Kardinal Picachy SJ, spendete ihm am 21. Juni desselben Jahres die Bischofsweihe; Mitkonsekratoren waren Pius Kerketta SJ, Erzbischof von Ranchi und Augustine Francis Wildermuth, Altbischof von Patna.
Mit der Erhebung zum Erzbistum am 16. März 1999 wurde er durch Johannes Paul II. zum Erzbischof von Patna ernannt. Am 1. Oktober 2007 nahm Papst Benedikt XVI. seinen altersbedingten Rücktritt an.
Osta war Ehrenmitglied der Catholic Bishops’ Conference of India CBCI.